# Amt Zerf
Das Amt Zerf war ein Verwaltungsbezirk (Amt) im Landkreis Saarburg im Regierungsbezirk Trier.
Nach dem Preußischen Gemeindelexikon von 1930 war der Landkreis in folgende Ämter eingeteilt:
Freudenburg, Irsch-Beurig, Orscholz, Perl, Saarburg-Land, Sinz-Nennig, Tawern und Zerf.
1931 war der Verwaltungssitz in Zerf und der Bürgermeister hieß Pesch.
Die Amtsvertretung hatte 16 Sitze.
Von den 2727 Einwohnern waren 2683 katholisch, 25 evangelisch und 19 israelisch.
Die Gesamtfläche betrug 4754 Hektar (ha), davon bebaute Fläche 80 ha, Ackerland 1620 ha, Wald- und Wiesenfläche 3054 ha.
Zugehörige Gemeinden waren (Stand 1931):
1. Gemeinde Baldringen: Landwirtschaftsgemeinde
2. Gemeinde Greimerath: Mischgemeinde
3. Gemeinde Hentern: Landwirtschaftsgemeinde
4. Gemeinde Schömerich: Landwirtschaftsgemeinde
5. Gemeinde Zerf: Mischgemeinde

## Geschichte
Das Amt Zerf entstand 1927 aus der Bürgermeisterei Zerf und wurde 1935 mit dem Amt Saarburg-Ost vereinigt.
Das Gebiet kam 1970 zur Verbandsgemeinde Kell.